# Antípatro de Tarso
Antípatro de Tarso (em grego:  Ἀντίπατρος; morto em 130/129 a.C.) foi um filósofo estoico, discípulo e sucessor de Diógenes da Babilônia na escola estoica além de professor de Panécio de Rodes.

## Vida
Pouco se sabe sobre sua vida, exceto que era discípulo e sucessor de Diógenes da Babilônia na escola estoica em Atenas e professor de Panécio de Rodes. Plutarco fala dele com Zenão de Cítio, Cleantes e Crísipo de Solis, como um dos principais filósofos estoicos, e Cícero menciona-o como notável por sua perspicácia. Ele parece ter assumido a liderança durante a sua vida nas disputas constantes e recorrentes entre a sua escola e a Academia, embora é dito que se sentiu tão desigual em argumento em comparado ao seu contemporâneo Carnéades em debates públicos, que ele limitou-se a escrita.